# Apterona helicoidella
Espèce
Synonymes
- Psyche helicoidella Vallot, 1827 allot, 1827[1]
- Psyche helix Siebold, 1850[1]
- Tinea helicoidella Vallot, 1827[1]

Apterona helicoidella est une espèce de lépidoptères de la famille des Psychidae.

## Description
Comme de nombreux Psychidae, la femme est aptère. Les imagos mâles petits gris volants se présentent sous la forme bisexuée dans le sud de l'Europe. Les femelles ont une forme semblable à celle d'un asticot, elles n'ont pas de pattes, d'antennes, d'yeux et de pièces buccales. Elles sont de couleur gris-jaune, ont des plastrons brunâtres, quelques poils blanchâtres sur l'abdomen, mesurent environ 5 mm de long et présentent une posture légèrement tordue. Les chenilles sont de couleur jaunâtre. La tête est brun noirâtre avec des marques jaunes. Les thorax brillamment divisées sont autrement colorées en brun noir.
Chaque chenille tourne sur elle-même dans un terrier en forme de coquille d'escargot, qui est principalement fait de terre et de grains de sable à l'extérieur et qui a jusqu'à deux hélices et demie, où le sens hélicoïdal de l'enroulement semble être constant, malgré une image miroir du sens de l'enroulement. Le diamètre extérieur des terriers est en moyenne de 2 mm et se rétrécit vers le haut jusqu'à un point. L'ensemble du terrier a un diamètre d'environ 5 mm. Selon la couleur du substrat, différents matériaux de construction colorés sont utilisés, de sorte que la couleur peut varier du gris clair au brun rouille.

## Répartition
La forme parthénogénétique d’Apterona helicoidella est répandue en Europe, allant du Portugal à la majeure partie de l'Europe centrale, y compris les Alpes, à l'Oural, ainsi qu'aux Balkans et à la Turquie. L'espèce fut introduite en Amérique depuis l'Europe sur des navires transportant du bois. Il y a encore un besoin de clarification en ce qui concerne la présence en Asie. Il est absent à des altitudes plus élevées dans les montagnes. Les insectes se trouvent principalement dans les régions chaudes, y compris sur des îles chaudes avec des rochers abrités et orientés vers le sud.

## Cycle de vie
Les chenilles ont une période de développement d'un an. Les femelles éclosent en juin ou juillet. L'espèce peut se propager davantage si elle est transportée. Des sacs remplis de chenilles vivantes sur des branches de bois flotté ont été observés flottant dans les rivières et dans les avalanches, de sorte que malgré l'impossibilité de voler, de nouvelles zones peuvent certainement être ouvertes. On sait également que les sacs sont transportés dans le plumage des oiseaux ou dans la fourrure des animaux. Cependant, l'espèce fut trouvée même au sein des villes dans des zones parfois très petites, ainsi elle fut trouvée en grand nombre, quelques milliers de spécimens sur un pont ferroviaire à Sinsheim ou au centre de Berlin. Les mêmes sites de nymphose sont choisis encore et encore, ce qui est probablement dû à des conditions microclimatiques attrayantes. Tout au long du stade, la chenille reste dans sa coquille protectrice et se nymphose également à l'intérieur. Le logement des nymphes est de préférence des rochers, des murs, des barrières routières et des troncs. Pendant les saisons sans feuilles, cependant, on peut également le trouver en grand nombre attaché aux branches et aux brindilles. Immédiatement après l'éclosion, une reproduction parthénogénétique a lieu et la durée de vie des femelles n'est souvent que de quelques heures.

## Parasitisme
Apterona helicoidella se nourrit des feuilles des plantes Achillea ligustica (de), Achillea millefolium, Aegilops geniculata, Aegilops neglecta (it), Althaea hirsuta (de), Alyssum alyssoides, Anthyllis vulneraria, Artemisia vulgaris, Astragalus spruneri (sv), Atriplex, Aurinia sinuata (sv), Berteroa incana, Betula pendula, Carduus acanthoides, Centaurea melitensis, Cerastium, Chrysanthemum, Cirsium creticum (de), Cistus salviifolius, Clinopodium acinos, Clinopodium vulgare, Coronilla securidaca (sv), Coronilla vaginalis (de), Cynoglossum officinale, Dorycnium, Echium vulgare, Erodium, Erysimum, Euphorbia, Galium, Geranium pyrenaicum, Geranium rotundifolium, Hedysarum coronarium, Helianthemum nummularium subsp. grandiflorum, Hymenocarpos circinnatus, Inula oculus-christi, Lavandula stoechas, Linaria vulgaris, Linum usitatissimum, Lotus ornithopodioides, Lotus tetragonolobus, Malva neglecta, Malva sylvestris, Medicago polymorpha, Melilotus officinalis, Nepeta cataria, Ononis natrix, Ornithopus compressus (de), Oxytropis, Polygonum aviculare, Polypodium, Potentilla argentea, Prunella, Reseda phyteuma, Salvia pratensis, Sanguisorba minor, Satureja, Scabiosa columbaria, Scorpiurus muricatus, Sisymbrium loeselii, Tanacetum, Teucrium chamaedrys, Teucrium massiliense, Thlaspi, Trifolium stellatum, Tripodion tetraphyllum, Tuberaria guttata, Verbascum, Viola jordanii, Viola reichenbachiana, Viola tricolor.

## Parasitologie
Apterona helicoidella a pour parasite Belaspidia nigra (sv).